# Aubange
Aubange (in lussemburghese Éibeng, in vallone Åbindje, in tedesco Ibingen) è un comune della Vallonia (Belgio) situato nella provincia di Lussemburgo.
Aubange è l'unico comune belga a confinare sia con la Francia (comune di Mont-Saint-Martin), sia col Lussemburgo (comune di Pétange). La Triplice frontiera si trova a sud del comune, ove si incontra il fiume Chiers.

## Fusione di comuni
Aubange si compone delle frazioni di Athus, Aubange, Aix-sur-Cloie, Battincourt, Guerlange, Halanzy, Rachecourt.